# نیکل (II) نیترات
نیترات نیکل(II) (به انگلیسی: Nickel(II) nitrate) با فرمول شیمیایی Ni(NO3)2 یک ترکیب شیمیایی با شناسه پاب‌کم 25736 است. که جرم مولی آن 182.703 g/mol (anhydrous)
290.79 g/mol (hexahydrate) می‌باشد. شکل ظاهری این ترکیب، جامد سبز زمردی است.